# Eukoenenia madeirae
Eukoenenia madeirae är en spindeldjursart som beskrevs av Strinati och Bruno Condé 1995. Eukoenenia madeirae ingår i släktet Eukoenenia och familjen Eukoeneniidae. Inga underarter finns listade i Catalogue of Life.